# Grammatostomias circularis
Grammatostomias circularis es una especie de pez de la familia Stomiidae en el orden de los Stomiiformes.

## Morfología
Los machos pueden llegar alcanzar los 13,6 cm de longitud total.

## Hábitat
Es un pez de mar y de aguas  tropicales que vive hasta 412 m de profundidad.

## Distribución geográfica
Se encuentra al norte de la isla de Madeira, frente a las costas del Brasil y al  Atlántico occidental (entre 32 ° N-19 º N).